# مرکوری پارک لین
مرکوری پارک لین (Mercury Park Lane) خودرویی است که در سال‌های ۱۹۵۸ تا ۱۹۶۰ و ۱۹۶۴– ۱۹۶۸ تولید شده‌است.
این خودرو در کلاس خودرو سایز بزرگ قرار گرفته و طراحی آن خودروهای موتور جلو-محور عقب بوده است.